# Dan Hăulică
Dan Hăulică (n. 7 februarie 1932, Iași – d. 17 august 2014, București) a fost un eseist literar, critic de artă român, membru corespondent (din 1993) al Academiei Române, fost redactor-șef pentru o lungă perioadă de timp a revistei de literatură universală Secolul 20.

## Activitate literară
A fost președinte al AICA (asociația internațională a criticilor de artă), ales în 1981. În 2012 era președinte de onoare al aceleiași asociații.
A fost președinte al CAMERA (consiliul mondial pentru editarea și cercetarea artei), ales în 1986.
La data de 31 iulie 1990, Dan Hăulică a fost numit în calitatea de ambasador, delegat permanent al României pe lângă UNESCO.

## Distincții
- Ordinul „Meritul Cultural” clasa a III-a (1968) „pentru activitate deosebită în domeniul artelor plastice”[8]

## Scrieri (selecție)
- Peintres roumains, I-II, Paris, 1965
- Critică și cultură, București, 1967
- Brâncuși ou l'Anonymat du genie, București, 1967
- Geografii spirituale, București, 1973
- Nostalgia sintezei, București, 1984
- Dimensiuni ale artei moderne, București, 1992